# Metasesostris
Metasesostris is een geslacht van hooiwagens uit de familie Assamiidae.
De wetenschappelijke naam Metasesostris is voor het eerst geldig gepubliceerd door Roewer in 1915. 

## Soorten
Metasesostris is monotypisch en omvat slechts de volgende soort:
- Metasesostris armatus